# ブライアン・A・ミラー
ブライアン・A・ミラー（Brian A. Miller、生年月日不明 - ）はアメリカ合衆国のテレビプロデューサー、カートゥーン ネットワーク・スタジオの元副社長である。

## 略歴
1995年にカートゥーン ネットワーク・スタジオに入社し、カートゥーン ネットワーク・スタジオのオリジナルアニメの生産担当役員やカートゥーン ネットワーク・スタジオエグゼクティブプロデューサーを担当する。2000年にはカートゥーン ネットワーク・スタジオの副社長に就任した。2代目の副社長である。2021年3月19日、ミラーは、ワーナー・ブラザース・アニメーションのエグゼクティブ・バイスプレジデントであるエド・アダムスが、AT&Tとの合併による全社的な再編の一環として、両スタジオのゼネラルマネージャーに就任したため、カートゥーン ネットワーク・スタジオでの仕事を辞めた。

## 関わった作品
カートゥーン ネットワーク・スタジオエグゼクティブプロデューサーで参加した作品である。

### テレビシリーズ
- デクスターズラボ（1996年 - 2002年）
- カウ&チキン（1997年 - 1999年）
- ジョニー・ブラボー（1997年 - 2004年）
- パワーパフガールズ（1998年 - 2005年）
- サムライジャック（2001年 - 2004年）
- ビリー&マンディ（2001年 - 2008年）
- フォスターズ・ホーム（2004年 - 2008年）
- ハイ!ハイ! パフィー・アミユミ
- キャンプ・ラズロ（2005年 - 2008年）
- クラスメイトはモンキー（2005年 - 2008年）
- ベン10（2005年 - 2008年）
- チャウダー（2007年 - 2010年）
- ベン10 エイリアンフォース（2008年 - 2010年）

### 映画 / TVスペシャル
- デクスターズラボ エゴトリップ（1999年）
- パワーパフガールズ・ムービー（2002年)
- パワーパフガールズ:ザ・ファイト・ビフォア・クリスマス（2003年）
- ベン10:オムニトリックスの秘密（2007年）
- キャンプ・ラズロラズロはどこ?（2007年）
- ベン10:時との戦い（2007年）
- フォスターズ・ホームは永遠に（2008年）
- ベン10:謎のチップを追え!（2009年）
- ベン10:消えたアズマス（2012年、共同制作：タイニーアイランド・プロダクション）
- インドだぜ!ジョニー・ブラボー（2013年、共同制作：inspidia）
- パワーパフガールズ：ダンスパンツにご用心!（2014年）